# خلبان آزمایش

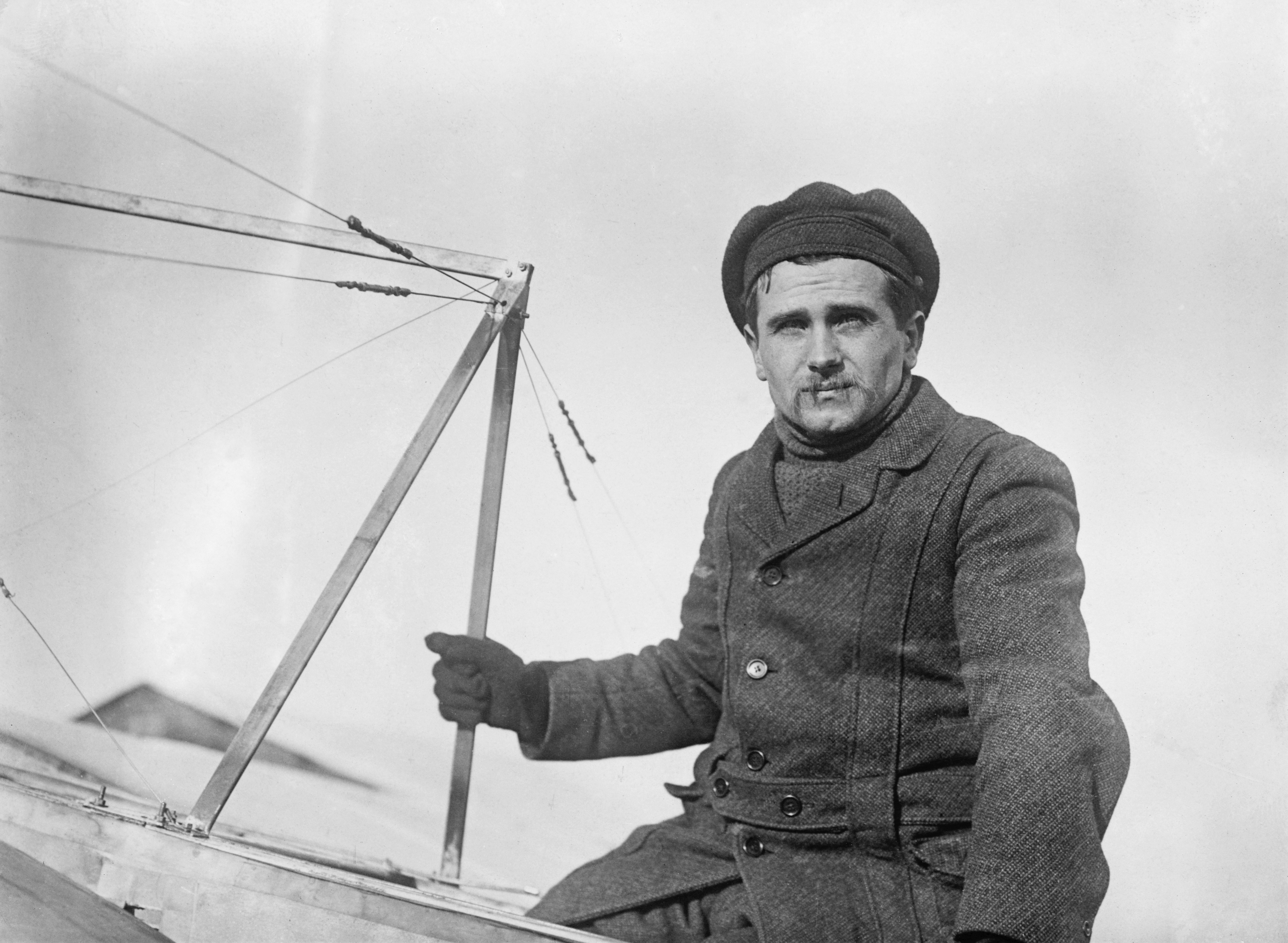
لئون لامارتین، نخستین خلبان آزمایش

خلبان آزمایش (به انگلیسی: test pilot) به خلبانی می‌گویند که با هواپیماهای نو و تغییریافته پرواز می‌کند تا برآیند به‌دست‌آمده ارزیابی و بررسی شوند. خلبان آزمایش می‌تواند برای نیروهای نظامی یا شرکت‌های خصوصی کار کند.